# Мушка Юлій
Мушка Юлій (28 березня 1919, Меджилабірці, Словаччина — 21 січня 2013, Пряшів) — живописець.

## Творчість
Спочатку займався рисунком. У 1940-х рр. створив численні ілюстрації для дитячого журналу «Колокольчик — Дзвіночок», різних книг. Цікаві рисунки з історичної тематики, зокрема цикл «Старі слов'яни», з рисуванням та ілюстраторською працею пов'язана графічна творчість художника. Красу рідного краю змалював у циклі «Спиські мотиви». Ці та інші твори експонувалися на першій персональній виставці 1962 р. в Пряшеві.
Творчість 1960-х рр. багата й на пастельні картини. Це спогади про дитинство («Ранок», «Доріжка»), сільське життя («З колискою», «Жнива», «Після доїння»), народні звичаї («Весілля», «Колядки», «На прядки»). У творах відображено життя та працю мешканців Східнословацького краю, зокрема лемків, природу. Найкращі пастелі демонструвалися на його персональній виставці в Пряшеві (1967).
Найвизначніші твори виконано олійною технікою. Вони зрозумілі людям, близькі їх внутрішньому сприйманню. Це, зокрема, картини «Гайдощі», «Сім'я» та інші, твори політичного характеру «Година відплати», «Загроза миру», натюрморти з квітами, пейзажі «Синя хатина», «Циганські хатинки», «Тополі».
У 90-х рр. займається малюванням олією («Маяк»), темперою («Трембіта»), пастеллю. Серед пастелей найкращі пейзажі околиць Дебрецена.